# Dietrich (Schwerin)
Dietrich († 1247 in Schwerin) war 1230–1235 Domherr, von 1235 bis 1239 Dompropst zu Schwerin, zugleich 1229–1239 Domherr zu Lübeck und 1236–1239 zu Hamburg, danach von 1240–1247 Bischof des Bistums Schwerin.

## Leben
Dietrich stammte aus einer ritterlichen Familie, die Ehe seiner Eltern wurde aber aus einem unbekannten Grunde gelöst, doch verhinderte dieser Makel seiner Geburt nicht den Eintritt in den geistlichen Stand.
Zum Nachfolger Bischof Friedrichs postulierte am 3. November 1239 das Domkapitel seinen Propst Dietrich. Dieser war 1222 Magister, bischöflicher Kaplan bei Bischof Brunward, seit 1230 Domherr, 1235 Dompropst und schließlich zugleich Domherr von Hamburg. Am 20. Mai 1240 bestätigte Papst Gregor IX. die Postulation des Schweriner Domkapitels und dispensiert vom Weihehindernis des Makels seiner unehelichen Geburt, um ihn in seine Würde einzusetzen. Er beauftragte den Erzbischof von Bremen und den Bischof von Verden, den Postulanten als Bischof einzusetzen.
Am 29. Juli 1240 erfolgte in der Franziskanerkirche des Klosters St. Johannis zu Stade die Bischofsweihe durch Erzbischof Gerhard von Bremen, Bischof Luder von Borch von Verden und Johannes I., Bischof von Lübeck, nachdem Dietrich am gleichen Tage legitimiert, examiniert und auch konfirmiert worden war. Am 18. März 1241 wurde Dietrich in Tribsees als Bischof von Schwerin ermächtigt, das Kloster Sonnenkamp und die Kirchen seines Patronats nach dem Ableben der Pfarrer mit Vikaren zu besetzen.
Die Erwartungen seiner Wähler und des Schweriner Kapitels, die ihn einmütig und mit hohen Lobesworten als Bischof vom Papst erbeten hatten, erfüllte Dietrich trotz der Kürze seiner Amtszeit weithin. 1247 wurde Bischof Dietrich von Papst Innozenz IV. zum Konservator der Rechte der Franziskaner in seiner Diözese ernannt.
Doch die bestehenden Grenzstreitigkeiten mit dem Bistum Havelberg unter dessen Bischof Heinrich I. von der Schulenburg konnte er nicht beenden. Nach günstigen Vorentscheidungen durch den Papst Innozenz IV. schloss er jedoch 1247 mit Bischof Wilhelm vom Bistum Cammin einen Vergleich über die Streitigkeiten an der Grenze ihrer Sprengel.
Den Plan, in der Stiftsstadt Bützow an der St. Elisabeth-Kirche ein Kollegiatskapitel einzurichten, konnte Bischof Dietrich nicht mehr selbst durchführen, hatte aber die Stiftung offenbar noch vorbereitet.
Der römische König Konrad, Sohn Friedrich II., erteilte 1240 Bischof Dietrich das Recht, die Schlösser und Städte in seinem Stiftsland zu befestigen sowie Münzen zu schlagen und Zölle zu erheben. König Konrad wollte durch diese Schenkungen auch in Deutschland sein Ansehen stärken.
Bischof Dietrich stand auch bei der Päpstlichen Kurie in hohem Ansehen, was man aus der Übertragung einer Untersuchungsvollmacht im Streit zwischen dem Erzbischof von Bremen und dem Hamburger Domkapitel entnehmen konnte.
Ende 1247 soll Dietrich in Schwerin verstorben und in Bützow bestattet sein. Ein Grabstein hat sich nicht erhalten.

## Siegel
Im Stettiner Archiv befindet sich das sehr beschädigte parabolische Siegel des Bischofs Dietrich mit erhalten gebliebenen Buchstaben in grünem Wachs.
Die Umschrift lautet: ... hEOD ... En.
Im Siegel ist ein sitzender Bischof mit Stab in der Linken und ein Buch in der Rechten.

### Gedruckte Quellen
- Mecklenburgisches Urkundenbuch (MUB)